# Peperomia trichocarpa
Peperomia trichocarpa är en pepparväxtart som beskrevs av Friedrich Anton Wilhelm Miquel. Peperomia trichocarpa ingår i släktet peperomior, och familjen pepparväxter. Inga underarter finns listade i Catalogue of Life.